# Верхнячка (Львовская область)
Верхня́чка (укр. Верхнячка) — село в Козёвской сельской общине Стрыйского района Львовской области Украины.
Население по переписи 2001 года составляло 939 человек. Занимает площадь 1,74 км². Почтовый индекс — 82663. Телефонный код — 3251.

## История
В 1946 г. указом ПВС УССР село Вижлев переименовано в Верхлячку.